# Demi Lovato
Demetria Devonne Lovato (Albuquerque, 20. kolovoza 1992.) američka je pjevačica, skladateljica i glumica. Slavu stječe u Disneyjevu filmu Camp Rock u ulozi Mitchie Torres i u seriji Sonny, zvijezda u usponu. Među šest dosad objavljenih albuma nalazi se i Don't Forget, koji se pojavio na drugom mjestu glazbene ljestvice Billboard 200.

## Karijera i život
Demi Lovato podrijetlom je iz Albuquerquea u Novom Meksiku, iz obitelji Patricka i Dianne Lovato (rođene Hart). Ima stariju sestru Dallas i mlađu polusestru Madison De La Garza. Majka Dianna De La Garza bila je navijačica (Dallas Cowboys Cheerleader) i pjevačica, a otac Patrick preselio se u Novi Meksiko nakon rastave krajem 1994., kad je Demi bilo svega četiri godine. Lovato glumi u sedmoj i osmoj sezoni dječje serije Barney i prijatelji kao Angela. Gostuje i u seriji Zakon braće, u epizodi "First Down". Također se pojavljuje u ulozi Charlotte Adams u As the Bell Rings, princeze Rosalinde u Program zaštite za princeze, Mitchie Torres u Camp Rock i Camp Rock 2: Posljednja svirka te Allison "Sonny" Munroe u Sonny, zvijezda u usponu.
Dana 19. svibnja 2021. Lovato na Twitteru izjavljuje da je nebinarnog roda i da službeno mijenja svoje zamjenice u they/them; objašnjava: "Do ovoga je došlo nakon velika oporavka i mnogo promišljanja o sebi. I dalje učim o sebi; ne tvrdim da posjedujem stručno znanje ili da zastupam nešto. Dijeljenje ovih vijesti s vama za mene otvara nov oblik osjetljivosti."

## The X Factor USA
Godine 2012. Lovato potpisuje ugovor s američkom verzijom natjecateljske emisije The X Factor. Godine 2013. sjedi za sudačkim stolom sa Simonom Cowellom, Paulinom Rubio i Kelly Rowland.

## Rehabilitacijska klinika
Dana 1. studenog 2010. godine tim za promidžbu Demi Lovato izjavio je da napušta turneju s Jonas Brothersima radi traženja medicinske pomoći u vezi s emocionalnim i fizičkim problemima te da preuzima odgovornost za svoja djela. Dan poslije tvrtka Disney šalje izvaju časopisu People da potpuno podržava Lovato uz najbolje želje. Pojavile su se glasine da je u centru zbog upotrebe opijata, ali predstavnik Demi Lovato rekao je da je u klinici zbog poremećaja u prehrani i samoozljeđivanja.
Dana 28. siječnja 2011. potvrđeno je da Lovato napušta kliniku "Timberline Knolls" u Illnoisu i da se vraća kući u Los Angeles nakon 3 mjeseca u klinici. U ožujku iste godine u videoporuci zahvaljuje obožavateljima na podršci koja je pomogla "da se provuče kroz vjerojatno najteže razdoblje u životu". U intevjuu za Good Morning America i 20/20 izjavljuje da boluje od bulimije i da ima bipolarni poremećaj. U travnju 2011. postaje dio tima časopisa "Seventeen" i priključuje se kampanji "Love is Louder Than the Pressure to be Perfect" (Ljubav je glasnija od pritiska da se bude savršen); također izjavljuje da se neće vratiti u "Sonny, zvijezda u usponu" jer smatra da to ne bi bilo zdravo za oporavak.

## Diskografija
- 2008.: Don't Forget
- 2009.: Here We Go Again
- 2011.: Unbroken
- 2013.: Demi
- 2015.: Confident
- 2017.: Tell Me You Love Me
- 2021.: Dancing with the Devil... the Art of Starting Over

## Filmografija
| Film          | Film                                            | Film                  | Film                                                                |
| Godina        | Film                                            | Uloga                 | Bilješka                                                            |
| ------------- | ----------------------------------------------- | --------------------- | ------------------------------------------------------------------- |
| 2008.         | Camp Rock                                       | Mitchie Torres        | Originalni film Disney Channela                                     |
| 2009.         | Jonas Brothers: 3D koncert                      | Demi Lovato           | Koncertni 3D film                                                   |
| 2009.         | Program zaštite za princeze                     | Rosalinda / Rosie     | Originalni film Disney Channela                                     |
| 2010.         | Camp Rock 2: Posljednja svirka                  | Mitchie Torres        | Originalni film Disney Channela                                     |
| 2012.         | Demi Lovato: Stay Strong                        | Sebe                  | Dokumentarni film                                                   |
| 2017.         | Štrumpfovi: Skriveno selo                       | Štrumfeta             | Daje glas                                                           |
| 2017.         | Louder Together                                 | Sebe                  | Dokumentarni film                                                   |
| 2017.         | Demi Lovato: Simply Complicated                 | Sebe                  | Dokumentarni film; producentica                                     |
| 2018.         | Prinčeva strana priče                           | Lenore                | Daje glas                                                           |
| 2020.         | Eurovision Song Contest: The Story of Fire Saga | Katiana               | Netflixov film                                                      |
| Televizija    |                                                 |                       |                                                                     |
| Godina        | Naslov                                          | Uloga                 | Bilješka                                                            |
| 2002.—2003.   | Barney i prijatelji                             | Angela                |                                                                     |
| 2006.         | Zakon braće                                     | Danielle Curtin       | Gostovanje u epizodi "First Down"                                   |
| 2007.         | As the Bell Rings                               | Charlotte Adams       | Originalni kratki show Disney Channela                              |
| 2008.         | Just Jordan                                     | Nicole                | Gostovanje u epizodi "Slippery When Wet"                            |
| 2008.         | Jonas Brother's: Living the Dream               | Sebe                  | 3 epizode                                                           |
| 2008.         | Disney Channel Games                            | Sebe                  | 5 epizode; dio Blue tima                                            |
| 2008.-present | The Ellen DeGeneres Show                        | Sebe/ Co-host         |                                                                     |
| 2009. – 2011. | Sonny, zvijezda u usponu                        | Sonny Munroe          | Originalna serija Disney Channela                                   |
| 2010.         | Uvod u anatomiju                                | Hayley                | Gostovanje u epizodi "Shiny Happy People"                           |
| 2010.         | Američki top model                              | Sebe                  | Gostovanje u epizodi "Diane von Furstenberg"                        |
| 2010. – 2011. | Dome slatki dome                                | Sebe                  | Gostovanje u epizodama "The Williams Family" i "The McPhail Family" |
| 2012.         | Jesam te!                                       | Sebe                  | Gostovanje u epizodi "Nick Cannon"                                  |
| 2012.         | Teen Choice Awards                              | Sebe                  | Domaćin uz Kevina McHalea                                           |
| 2012.         | This Is How I Made It                           | Sebe                  | Gostovanje u epizodi "Demi Lovato and B.o.B"                        |
| 2012. – 2013. | The X Factor                                    | Sudac/Mentor          | sezone 2-3                                                          |
| 2013-204.     | Glee                                            | Dani                  | Sezona 5; gostovala u 4 epizode                                     |
| 2014.         | Matador                                         | Gost                  | Gostovanje u epizodi "Quid Go Pro"                                  |
| 2015.         | RuPaul's Drag Race                              | Sebe                  | Gostovanje u epizodi "Divine Inspiration"                           |
| 2015.         | Od sumraka do zore                              | Maia                  | Gostovanje u epizodama "There Will Be Blood" i "Santa Sangre"       |
| 2015.         | We Day                                          | Voditelj              | Televizijski specijal                                               |
| 2016.         | Victoria's Secret Swim Special                  | Sebe / Glazbena točka | Televizijski specijal                                               |
| 2017.         | One Love Manchester                             | Sebe                  | Televizijski specijal                                               |
| 2017.         | Projekt modna pista                             | Sebe                  | Gostovanje u epizodi "We're Sleeping Wear?"                         |
| 2017.         | The Voice of Germany                            | Sebe                  | Sezona 7                                                            |
| 2018.         | Keeping up with the Kardashians                 | Sebe                  | Gostovanje u epizodi "The Lord & His Lady"                          |
| 2019.         | Savršena nevjesta                               | Sebe                  | Gostovanje u epizodi "After the Final Rose"                         |
| 2020.         | Will i Grace                                    | Jenny                 | Sezona 11                                                           |
| 2020.         | iHeart Living Room Concert for America          | Sebe                  | Koncertni specijal                                                  |

Web
| Godina | Naziv                        | Uloga | Rezultati              |
| ------ | ---------------------------- | ----- | ---------------------- |
| 2009.  | KSM: Read Between the Lines  | Sebe  | Gostovanje u 3 epizode |
| 2020.  | Pillow Talk with Demi Lovato | Sebe  |                        |

## Nagrade
| Godina | Nagrada                           | Kategorija                                                | Uloga                       | Rezultati  |
| ------ | --------------------------------- | --------------------------------------------------------- | --------------------------- | ---------- |
| 2009.  | Young Artist Awards               | "Best Performance in a TV Movie - Leading Young Actress"  |                             | Nominacija |
| 2009.  | Popstar! Magazine Poptastic Award | "All-Time Idol"                                           |                             | Nagrada    |
| 2009.  | Teen Choice Awards                | "Choice TV - Breakout Star Female"                        | (Sonny, zvijezda u usponu)  | Pobjeda    |
| 2009.  | Teen Choice Awards                | "Choice Music - Turneja (dodijeljeno i Davidu Archuleti)" | Summer Tour 2009            | Pobjeda    |
| 2009.  | Teen Choice Awards                | "Choice Summer - TV Show (Podijelila s grupom)""          | Princess Protection Program | Pobjeda    |
| 2009.  | Teen Choice Awards                | "Choice Other Stuff - Red Carpet Icon: Female"            | Herself                     | Nominacija |
| 2009.  | Teen Choice Awards                | "Choice Summer - TV Star-Female"                          | Princess Protection Program | Nominacija |

## Vanjske poveznice
- Službena stranica
- Službena YouTube stranica
- Demi Lovato na MySpaceu
- Demi Lovato na Twitteru
- za sve fanove